# Алексей Корзухин
Алексей Иванович Корзухин е руски художник, майстор на жанровата живопис и портретист, участник в „Бунта на 14-те“, типичен представител на изкуството на передвижниците, един от учредителите на организацията в Санкт Петербург. Характерни за творчеството му са социалната ориентация и живите, непринудени жанрови сцени.

## Детство и младост
Алексей Корзухин е роден на 11 (23) март 1835 година в Уктуски завод (днес район в Екатеринбург), Пермска губерния на Руската империя. Родителите му са крепостни работници в един от уралските рудници. Синът е трябвало да продължи техния път и да работи в някой от миннодобивните предприятия, но 6-годишният Алексей се научава да рисува икони за местната Преображенска църква, както и портрети на роднини. С продажбата от иконите на пазара, помага на издръжката на семейството си. Там го забелязва местният иконописец и го взима при себе си като ученик. На талантливото момче внимание обръща и началникът на уралските рудодобивни заводи, докторът по минералогия и геология, професор Сергей Глинка. Той изпраща Алексей в специализирано училище по рудодобив, което той не завършва.
През 1848 година семейството се преселва в Екатеринбургския монетен двор. Оттогава, в продължение на 10 години, Алексей работи първо в леярната на Нижне-Исетския завод, а след това – и в Екатеринбургския монетен двор. През 1857 година заминава за Санкт Петербург, а през следващата година, когато вече е на 23 години, става студент в Имперската художествена академия, която завършва 5 години по-късно. През 1860 година е освободен от ангажиментите, които го свързват с добивната промишленост като крепостен. По време на следването си получава няколко медала – два малки и два големи сребърни медала, както и малък златен за необичайната за Академията картина „Пияният баща на семейството“.

## Бунтът на 14-те
През 1863 година в Академията избухва Бунтът на 14-те. Най-талантливите 14 ученика в нея, между които е и Корзухин, въстават против тесните академични рамки на обучение и на Академизма в живописта въобще. Главният повод са изискванията да се рисува само по определени теми и сюжети. Определената за конкурса тема е „Пир във Валхала“ по мотиви от скандинавските легенди. Младите художници отказват да рисуват повече на митологични теми, както и да изобразяват романтичните представи за селския живот и настояват сами да избират темите на дипломните си работи. Те искат да показват истинския живот такъв, какъвто го виждат в действителност. Като реакция и защита на идеите си, отказват да участват в конкурса за златен медал и демонстративно напускат Академията. Вместо да заминат зад граница на държавни разноски, каквато е практиката за най-добрите студенти на Академията, те са подложени на негласен полицейски надзор.

## Художественият артел и Передвижниците
Делото на студентите не се ограничава с този бунт. Под ръководството на Иван Крамской през 1864 година е създадена организацията „Санктпетербургски художествен артел“, от който по-късно израства организацията на Передвижниците. От нея започва развитието и на цялата реалистична живопис в Русия. Корзухин взима дейно участие в създаването и на двете организации и остава верен член на Артела до неговия разпад. Между него и останалите учредители на Передвижниците обаче, има известни идейни разногласия. За разлика от тях, той е против резкия разрив с Академията и официалната художествена система. Не взима участие в нито една от техните изложби, въпреки че цялото му творчество се развива в същото направление, като изкуството на передвижниците. През 1872 година напуска организацията, но си остава на реалистични позиции.

## Зрелост
Алексей Корзухин остава да живее и работи в Петербург. През 1864 година, след завършването на Академията, става преподавател в училището към Обществото за поощрение на художниците. По това време той вече рисува многофигурни битови сцени с внимателно разработена композиция. При това техниката му на изпълнение ярко се отличава от тази на други жанрови живописци и работите му са ясно различими. Въпреки че болшинството от картините му са посветени на сцени от живота на народа, в тях той не поставя остри социални проблеми.
През 1860-те години се оформя неговият класически живописен маниер, така характерен за передвижниците. Стилът му обхваща картини, съдържащи много внимателно изобразени подробности, в които показва както печалните или дори тъмни страни на живота, така и веселите и оптимистичните. В произведенията си Корзухин показва добро познаване на народния бит и предава характерни типажи – на обикновените руски хора, търговци, занаятчии и средното съсловие.
През 1865, за платното си „Помен на селското гробище“ от същата година получава званието художник I степен. През 1868 година получава званието академик за картината „Връщане от селския панаир“ (1868), която в наши дни се намира в Третяковската галерия. Художникът не пропуска нито една от годишните изложби на Академията и представя свои творби на всяка от тях.
Някои от най-известните му работи са „Завръщане от града“ (1870), „Птичи врагове“ от 1887 и „При крайщника хляб“ (1890), в която е изобразена бедна селянка, която тъжно гледа двете си гладни деца, застанали до крайщник хляб. Много успешна и интересна е картината му „Преди изповед“, рисувана в два варианта – през 1876 и 1877 година. Първият се намира в Картинната галерия на град Твер, а вторият – в Третяковската галерия. Друга негова картина, предизвикала интереса на публиката и критиката е „В манастирския хотел“ (1879 – 1882). Тя е закупена от Павел Третяков за новата му галерия, което само по себе си я нарежда между най-значимите платна на националната живопис.
Корзухин често, с голямо майсторство и познаване на детската душа, рисува момчета и момичета, обикновено от уралските села. Художникът е привлечен от лиричните епизоди от живота им – минутите на радост на селските деца, техните забавления и веселото им настроение, сцените на срещи и раздели. Тези битови картини са нарисувани искрено, свежо и поетично – „Портрет на момиченце със забрадка“ (1874), „Момиченце“ (1877), „Баба и внучка“ (1879), „Деца на терасата“ (1887), „Селски момиченца в гората“ в два варианта. Първият е създаден през 1877 година, а вторият – през 1878.
Основната характеристика на картините на Корзухин е правдивото и внимателно изобразяване на съвременната действителност и нейните интимни прояви. Това му позволява да разкрие добрите и светли страни на душите на обикновените, незабелязвани хора, към които се отнася с дълбока симпатия и съчувствие. С широка популярност се ползват такива работи на художника като „Събиране на дългове“ (1868), „Бъдни вечер“ (1869), „Погребение на куче“ (1871), „Раздяла“ (1872), „Връщане на каруцаря от града“ (1873), „Сцена от бунта на стрелците. Иван Наришкин попада в ръцете на метежниците“ (1882).
Характерната остра наблюдателност и поетичността на творбите му помагат на художника да изрази вътрешния мир на участниците и в най-незначителния битов епизод и да разкрие дълбокия и истински смисъл на случващото се – „Неделен ден“ (1885), „Омръзнал“ (1886), „Петрушка идва“ (1888), „Празник на девойките“ (1889), „Каруцар“ (1891), „Празникът на баба“ (1893).
Художникът често изпълнява църковни поръчки, от които най-голямата и престижна е участието му в изписването на московския храм „Христос Спасител“, по което работи от 1875 до 1877 година. Храмът е като огромна художествена експозиция с над 220 стенописа, икони и картини, повечето от които са изработени от Алексей Корзухин и неговия ученик Клавдий Лебедев. Корзухин рисува горния купол, стенописите над иконостаса и неговия горен ред от икони, централния образ „Разпятие Христово“, както и забележителната Света Богородица, изобразена с протегната ръка. Над една от арките в главния олтар художникът рисува икона на Богородица и образите на четиримата евангелисти.
Постепенно Корзухин се превръща в признат корифей на битовия жанр, отличен портретист, талантлив живописец и гравьор, творец, отличаващ се с остра наблюдателност. Следва период, през който той сключва договор за разрисуването на храма в град Елец и посещава манастира „Свети Тихон“ в Задонск. Рисува картини, в които светската и духовна тематика са тясно свързани, като например в „Манастирски хотел“, а най-добрите му произведения започват да се приближават към идеите на Символизма. Някои от картините му са свързани с темата за Урал, каквото е произведението му „Посещението на император Александър I в Нижне-Исетския завод през 1824 година“.
През целия си живот Корзухин рисува и разнообразни портрети, като на някои от тях изобразява свои земляци, уралци. Известни портрети са този на художника „Михаил Песков“ (1863), „Портрет на неизвестен“ (1866), на писателката „Александра Ишимова“ (1875), на писателя и график „Аркадий Вишеславцев“ (1880), „Болярка“ (1882), „Портрет на уволнен войник“ (1883), на великия княз „Алексей Александрович“ (1889), на „Александър III“, на художника-маринист „Руфин Судковски“ (преди 1894), на свещеника „П. В. Удинцев“ (преди 1894) на златопроизводителя и изследовател на Сибир „Александър Сибиряков“ (преди 1894).
Произведенията на Корзухин са експонирани на Световното изложение в Лондон през 1862 и отново в Лондон десет години по-късно, във Филаделфия през 1876, Париж (1878), на Сибиро-Уралската научно-промишлена изложба в Екатеринбург (1887).

## Последни години
През 1881 година Алексей Корзухин става неволен свидетел на убийството на Александър II от членове на революционната организация „Народна воля“, вследствие на което получава тежък нервен срив. След това той все по-често боледува, но въпреки това продължава активно да работи. Най-важната му творба от това време е „Тайната вечеря“, изпълнена за катедралния събор в Рига и 13 образа за притвора на храма.
В наши дни негови произведения могат да се намерят в Третяковската галерия, Държавния руския музей, Държавния литературен музей, в музеите на Архангелск, Владимир, Екатеринбург, Козмодемянск, Тамбов, Твер, Тюмен, Минск, Одеса и други.
Алексей Корзухин умира на 18 (30) октомври 1894 година в Санкт Петербург. През 1940 година прахът му е пренесен от Николското гробще в некропола на майсторите на изкуството в Александро-Невската лавра.
- Портрети
- Автопортрет (1850)
- Художникът Михаил Песков (1863)
- Портрет на неизвестен (1866)
- Женски портрет (1875)
- Писателят и график Аркадий Вишеславцев (1880)
- Болярка (1882)
- Портрет на уволнен войник (1883)
- Великият княз Алексей Александрович (1889)
- Художникът-маринист Руфин Судковски (преди 1894)
- Александър III (преди 1894)
- Свещеникът П. В. Удинцев (преди 1894)
- Изследователят на Сибир Александър Сибиряков (преди 1894)

- Детски образи
- Завръщане от града (1870)
- Селски момиченца в гората (1877)
- Момиченце (1877)
- Птичи врагове (1887)
- Петрушка идва (1888)
- При крайщника хляб (1890)

- Битови картини
- Погребение на куче (1871)
- Раздяла (1872)
- Посещението на император Александър I в Нижне-Исетския завод през 1824 година (1877)
- Сцена от бунта на стрелците. Иван Наришкин попада в ръцете на метежниците (1882)
- В манастирския хотел (1882)
- Празник на девойките (1889)